# Nationale Stelle zur Verhütung von Folter

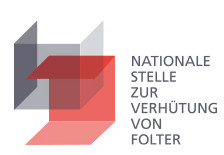
Logo der Nationalen Stelle zur Verhütung von Folter

Die Nationale Stelle zur Verhütung von Folter ist der deutsche Nationale Präventionsmechanismus nach Artikel 3 des Zusatzprotokolls zur UN-Antifolterkonvention (OPCAT). Entsprechend dem föderalen Aufbau der Bundesrepublik besteht sie aus einer mit ehrenamtlichen Mitgliedern besetzten Bundesstelle und einer Länderkommission. Unterstützt wird sie von einer hauptamtlichen Geschäftsstelle, die der Kriminologischen Zentralstelle in Wiesbaden angegliedert ist.

## Aufgabe
Die Aufgaben und Rechte ergeben sich aus den Artikeln 19 ff. des OPCAT. Sie soll in erster Linie regelmäßig alle Orte besuchen, an denen Personen aufgrund behördlicher oder gerichtlicher Anordnung oder mit deren Duldung die Freiheit entzogen wird oder werden kann. Aufgrund dieser Besuche soll sie Empfehlungen an die zuständigen Aufsichtsbehörden mit dem Ziel abgeben, die Behandlung der dort untergebrachten Personen zu verbessern und insbesondere den Schutz vor Folter und anderer grausamer, unmenschlicher oder erniedrigender Behandlung oder Strafe zu verstärken. Dabei soll sie auch andere einschlägige Normen der Vereinten Nationen berücksichtigen. Außerdem kann sie Vorschläge und Bemerkungen zu bestehenden Gesetzen und Gesetzentwürfen unterbreiten.

## Bundesstelle
Die Bundesstelle zur Verhütung von Folter wurde am 20. November 2008 vom Bundesministerium der Justiz errichtet. Sie besteht aus zwei ehrenamtlichen Mitgliedern. Ihre Zuständigkeit umfasst alle Orte der Freiheitsentziehung im Zuständigkeitsbereich des Bundes. Das sind Gewahrsamseinrichtungen der Bundespolizei, des Zolls und der Bundeswehr. Außerdem begleitet die Bundesstelle Rückführungsflüge, die von Deutschland organisiert und von der Bundespolizei durchgeführt werden. Das umfasst auch von Deutschland organisierte europäische Frontex-Maßnahmen.
Leiter der Bundesstelle ist seit 5. August 2020 Ralph-Günther Adam.

## Länderkommission
Die Länderkommission zur Verhütung von Folter wurde durch einen Staatsvertrag aller Bundesländer vom 25. Juni 2009 gegründet. Sie nahm ihre Arbeit am 1. September 2009 auf und ist mit acht ehrenamtlichen Mitgliedern besetzt. In ihre Zuständigkeit fallen alle Orte der Freiheitsentziehung, für die die Länder zuständig sind; insgesamt etwa 11.000 Einrichtungen. Dazu zählen die Abschiebungshaftanstalten, Alten- und Pflegeheime, Behindertenheime, Dienststellen der Länderpolizeien, Jugendarrestanstalten, Justizvollzugsanstalten, Kinder- und Jugendheime, psychiatrische Kliniken sowie Vorführzellen bei Gericht.

## Geschäftsstelle
Unterstützt werden Bundesstelle und Länderkommission von einer hauptamtlichen Geschäftsstelle mit Sitz bei der Kriminologischen Zentralstelle in Wiesbaden. Die Geschäftsstelle bereitet Besuche an den Orten der Freiheitsentziehung vor und nach und führt das sonstige Tagesgeschäft. Sie verfolgt hierzu auch Entwicklungen in Wissenschaft, Rechtsprechung und Gesetzgebung.

## Kritik an Haftbedingungen in mehreren deutschen Gefängnissen 2023
In einem Bericht, der im Juni 2023 erschien, bemängelte die Stelle die Haftbedingungen in mehreren deutschen Gefängnissen. Besonders in der Justizvollzugsanstalt Bernau beklagte sie die Haft in besonders gesicherten Hafträumen, die sie mit einem Glaskäfig verglich. Außerdem sei eine Verständigung der inhaftierten Personen miteinander nur kniend durch Klappen in Fußbodenhöhe möglich. Diese Bedingungen seien für die inhaftierten Personen erniedrigend. Das Bayerische Staatsministerium der Justiz erklärte, eine Kommunikation sei bei Zimmerlautstärke ohne Schwierigkeiten gewährleistet, egal ob die Klappe geöffnet sei oder nicht. Die Haftbedingungen seien bewährt und zum Schutz der Beschäftigten vor besonders gefährlichen Inhaftierten erforderlich.